# Stele nestoriana

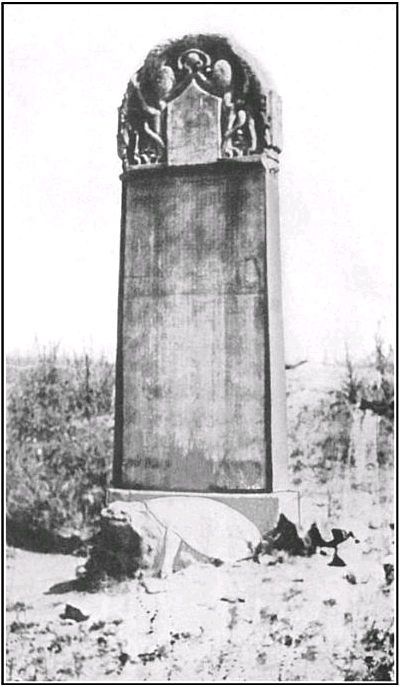
La stele nestoriana fotografata dal danese Frits Holm nel 1907

La stele nestoriana (anche nota come monumento nestoriano) è una stele epigrafica eretta in Cina nel 781, al tempo della dinastia Tang, con lo scopo di documentare circa 150 anni di presenza cristiana nestoriana nel Paese. Consiste in un blocco di roccia calcarea alto tre metri e largo uno, recante un testo nelle lingue cinese e siriaca. Oltre a testimoniare l'esistenza di comunità cristiane in diverse città della Cina settentrionale, la stele rivela che la Chiesa d'Oriente (anche detta "nestoriana") era stata riconosciuta dall'imperatore Tai Zong, grazie agli sforzi del missionario Alopen, nel 635. Il monumento fu sepolto nell'845, probabilmente durante un periodo di persecuzione antireligiosa, e fu riscoperto solo nel 1625. È custodita a Xi'an, nel museo della Foresta di Stele.

## Il contenuto dell'iscrizione

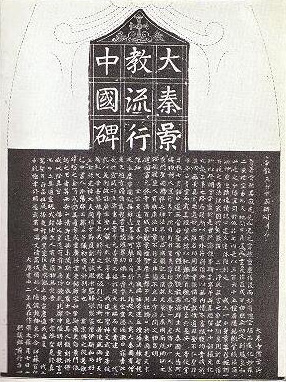
Riproduzione del testo

L'intestazione della stele, scritta in cinese, significa "Memoriale della Propagazione della Luminosa Religione di Da Qin in Cina" (大秦景教流行中國碑). Tra alcuni autori occidentali si è diffusa anche una più abbreviata versione dell'intestazione, ossia "Stele della Religione Luminosa" (景教碑). In lingua cinese il termine Da Qin indicava originariamente solo l'Impero romano, ma in seguito il suo significato fu esteso fino a essere utilizzato per riferirsi alle Chiese di tradizione siriaca diffuse in una vasta area dell'Asia.
La stele fu eretta il 7 gennaio 781 che coincide la domenica 6 febbraio del calendario gregoriano nella capitale imperiale Chang'an (l'odierna Xi'an) o forse nella vicina Chou-Chih. La calligrafia fu curata da Lü Xiuyan, mentre il contenuto del testo fu composto dal monaco nestoriano Ching-tsing. Una glossa in siriaco identifica quest'ultimo come "Adamo, prete, corepiscopo e papash di Sinistan". Anche se il termine papash (cioè papa) appare inusuale e il nome tipicamente utilizzato in siriaco per indicare la Cina è Beth Sinaye, al contrario di Sinistan, non c'è ragione di dubitare sul fatto che Adamo fosse il metropolita nestoriano della provincia ecclesiastica di Cina, creata mezzo secolo prima, durante l'epoca del Catholicos patriarca Slibaʿzkha (714-728). Nel testo c'è un riferimento in siriaco al patriarca Hnan-Isho II, cosa che lascia intendere che la notizia della sua morte, avvenuta nel 780 (nel gennaio del 781 il primate della Chiesa d'Oriente era Timoteo I), non era ancora giunta in Cina al momento della realizzazione della stele. In essa vengono citati anche i nomi di alcuni esponenti dell'alto clero (un vescovo, due corepiscopi e due arcidiaconi) e una settantina di nomi di monaci e sacerdoti. I nomi sono scritti sia in cinese sia in siriaco. In alcuni casi, i nomi cinesi sono foneticamente vicini agli originali siriaci, ma nella maggioranza dei casi le somiglianze si riducono. Alcuni dei nomi riportati hanno invece chiara origine persiana (Isadsafas, Gushnasap).
La stele ha una lunga iscrizione in cinese, composta da circa 1 900 caratteri, accompagnata da alcune parole in siriaco. Il testo fa riferimento alla Genesi, alla Croce e al battesimo. Essa rende poi omaggio ai missionari e ai benefattori della Chiesa d'Oriente, giunta in Cina nel VII secolo. Nel testo viene riportato esplicitamente il nome di Alopen. Nella stele si enfatizzano i concetti di Trinità e Incarnazione. L'adattamento del lessico teologico cristiano al contesto cinese ha spinto alcuni studiosi a ritenere che l'uso di termini buddhisti abbia condotto a confusione circa la natura del messaggio cristiano, frainteso come una variante del buddhismo. Una completa traduzione in italiano è stata pubblicata nel 2001. Il testo Cinese e le iscrizioni in Siriaco sono stati editi e annotati nel 2025.

## La scoperta e il dibattito

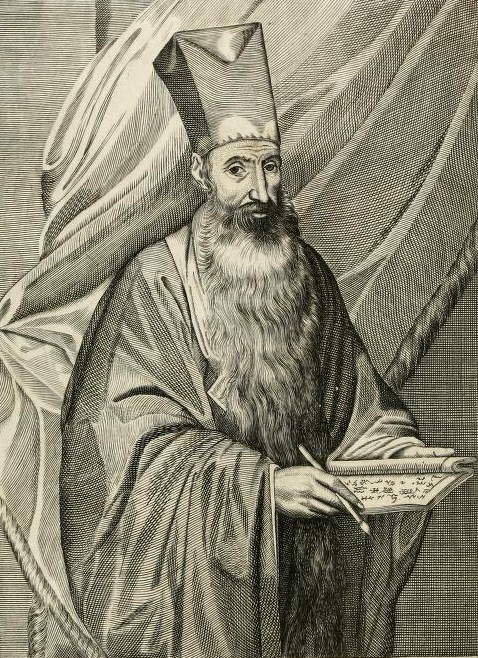
Álvaro Semedo

La stele sarebbe stata sepolta nell'845, durante la grande persecuzione antibuddhista che colpì anche altre religioni, tra cui il cristianesimo nestoriano. Il monumento fu riportato alla luce solo nella tarda epoca della dinastia Ming, tra il 1623 e il 1625, accanto al Tempio di Chongren. Secondo il resoconto del missionario gesuita Álvaro Semedo, gli operai che trovarono la stele informarono immediatamente il governatore. Costui visitò immediatamente il monumento, lo fece fissare su di un piedistallo raffigurante la figura mitologica cinese di Bixi, lo dotò di un tetto protettivo e lo affidò alla custodia di un vicino monastero buddhista.
La stele attirò rapidamente l'attenzione degli intellettuali locali. Chang Keng-yu fu il primo a identificare il carattere cristiano del testo. Costui, venuto a conoscenza dell'esistenza del cristianesimo attraverso Matteo Ricci (e forse anche convertito), inviò una copia del testo della stele al suo amico cristiano di Hangzhou, Leon Li Zhizao, che pubblicò l'iscrizione e parlò di essa ai gesuiti in missione nel Paese.
Álvaro Semedo fu il primo europeo a vedere la stele (tra il 1625 e il 1628). La traduzione del testo in latino, opera di Nicolas Trigault, giunse presto in Europa e fu pubblicata per la prima volta in una traduzione francese nel 1628. Poco dopo vennero diffuse traduzioni in portoghese e italiano, nonché una ri-traduzione in latino. Nel 1641 fu pubblicato il resoconto della scoperta della stele nell'opera "Imperio de la China" di Semedo. Inizialmente i gesuiti pensarono che la stele fosse la prova di un'antica presenza cattolica in Cina, ma in seguito fu definitivamente chiarito che il monumento si riferiva al cristianesimo nestoriano della Chiesa d'Oriente.

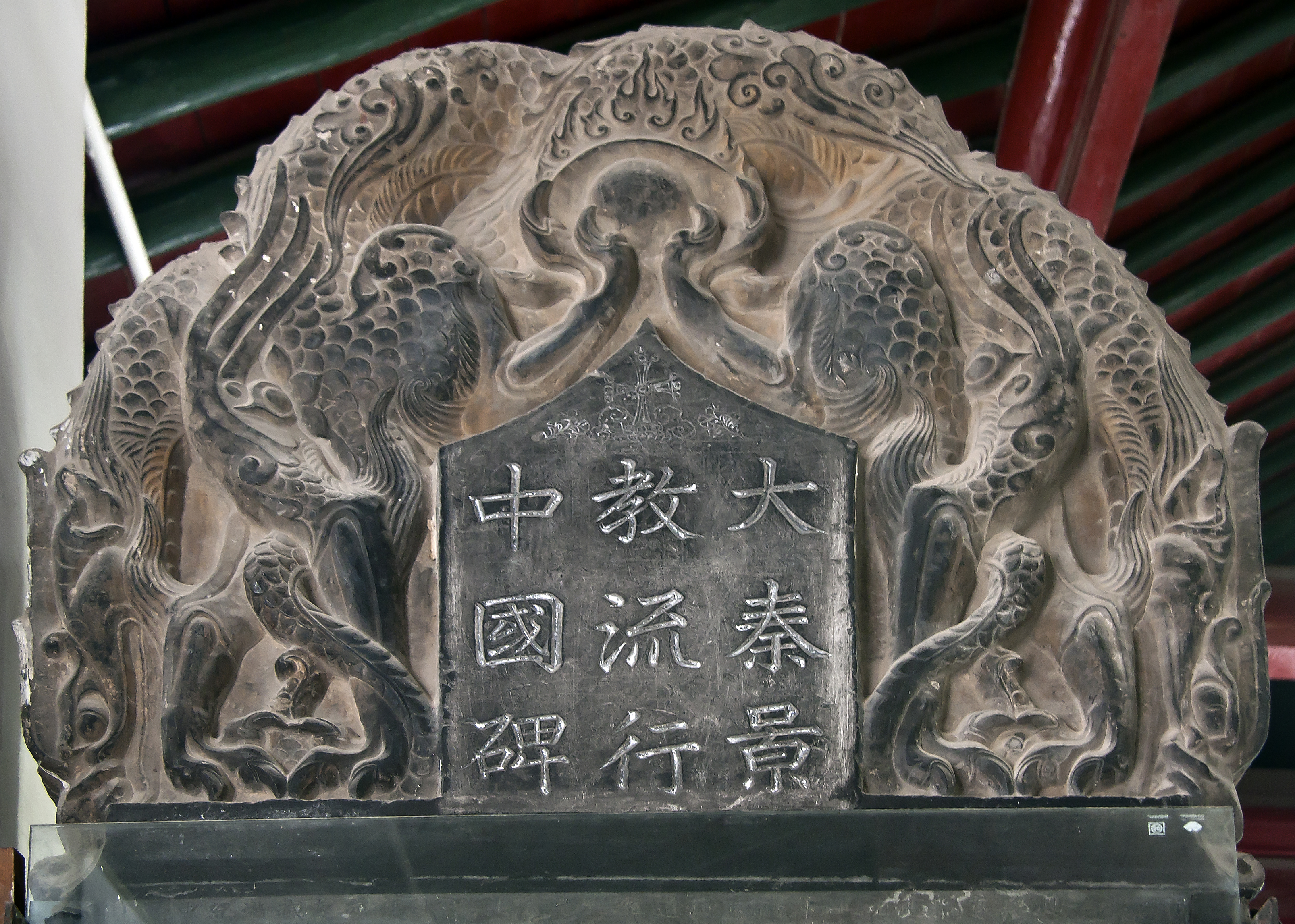
La parte superiore della stele

La prima pubblicazione in Europa del testo originale in cinese e siriaco è attribuita ad Athanasius Kircher nella sua China Illustrata (1667). In quest'opera, infatti, sono incluse una riproduzione del testo originale, una romanizzazione e una traduzione in latino. Il contenuto della stele rappresenta forse il primo considerevole testo cinese reso disponibile nella sua forma originale in Europa. La sofisticata romanizzazione del testo si deve a un sistema sviluppato dal collaboratore di Matteo Ricci, Lazzaro Cattaneo. Nel lavoro di trascrizione e traduzione furono coinvolti Michał Boym e due giovani cristiani cinesi, che visitarono Roma a metà XVII secolo.

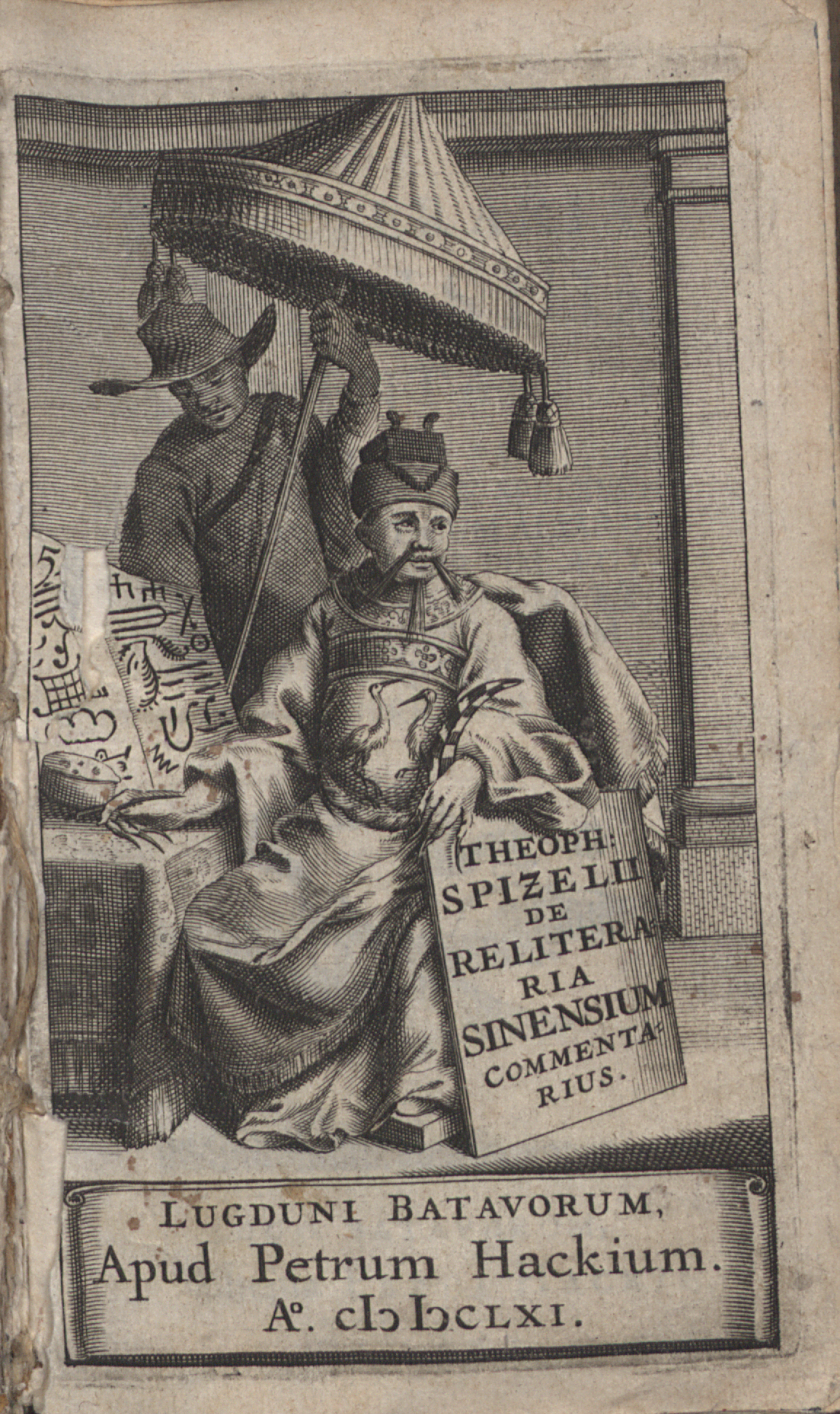
Theophil Gottlieb Spitzel, De re literaria Sinensium commentarius, 1660

Dopo la scoperta della stele alcuni personaggi ostili al cattolicesimo o solo ai gesuiti sostennero che il monumento fosse falso o che l'iscrizione fosse stata modificata dai gesuiti stessi. Tra gli scettici più accaniti vi furono lo studioso presbiteriano Georgius Hornius con "De originibus Americanis" (1652), lo storico Gottlieb Spitzel con "De re literaria Sinensium commentarius" (1660) e il missionario domenicano Domingo Fernández Navarrete con il "Tratados historicos, politicos, ethicos, y religiosos de la monarchia de China" (1676). Successivamente le tesi di Navarrete verranno riprese dai giansenisti e da Voltaire.

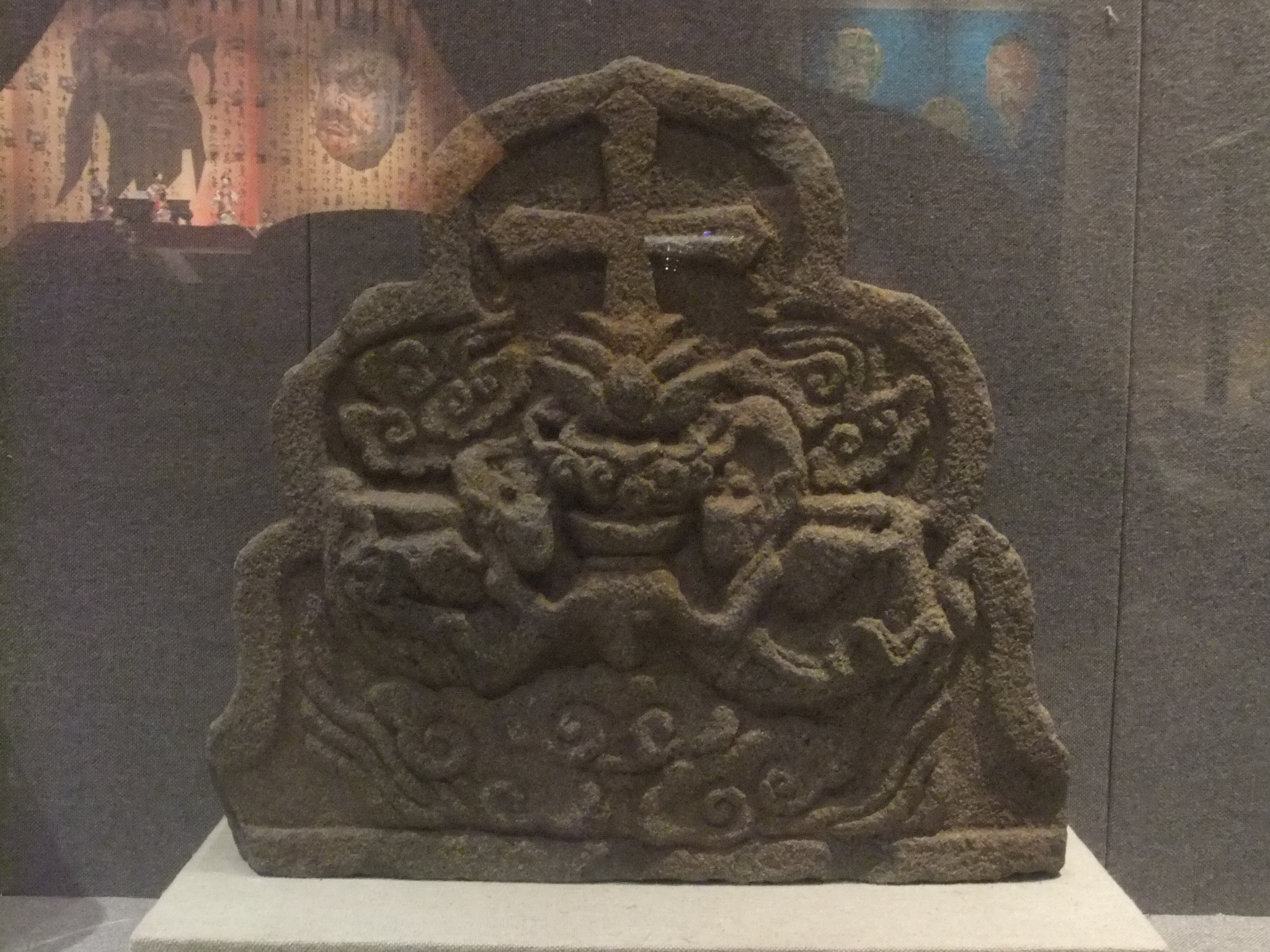
Reperto nestoriano a Quanzhou

Dal XIX secolo il dibattito sulla veridicità della stele divenne meno settario. Tra gli scettici di quest'epoca si segnalano Karl Friedrich Neumann, Stanislas Julien, Edward E. Salisbury e Charles Wall. Ernest Renan ebbe inizialmente gravi dubbi, ma poi si convinse dell'autenticità del reperto. A favore di questa seconda posizione vi furono anche studiosi non gesuiti come i missionari protestanti Alexander Wylie e James Legge e l'orientalista francese Guillaume Pauthier. A ogni modo, il più importante lavoro in difesa dell'autenticità della stele - i tre volumi de "La stèle chrétienne de Si-ngan-fou" pubblicati tra il 1895 e il 1902 -  fu realizzato dal gesuita Henri Havret. Paul Pelliot realizzò un ampio studio sulla stele, pubblicato postumo nel 1996. I testi di Havret e Pelliot sono ancora considerati fondamentali.
A giudizio degli studiosi contemporanei come David E. Mungello non ci sono prove scientifiche o storiche utili a dimostrare la tesi della non autenticità del monumento. Entrambi i principali argomenti di Navarrete, ossia l'assenza di riferimenti nelle antiche cronache cinesi e il presunto scetticismo diffuso in Cina dopo la scoperta, appaiono errati.
Peraltro, a testimonianza dell'autenticità della stele vi sono altri reperti archeologici. Numerose tombe cristiane sono state infatti scoperte in varie zone della Cina, dalla regione uigura dello Xinjiang a Quanzhou. Sono anche state ritrovate due stele successive a quella nestoriana (risalenti al 960 e al 1365) che presentano un curioso miscuglio di elementi cristiani e buddhisti. Questi due reperti sono custoditi in un ex monastero nel distretto di Fangshan, vicino a Pechino.

## Collocazione e repliche

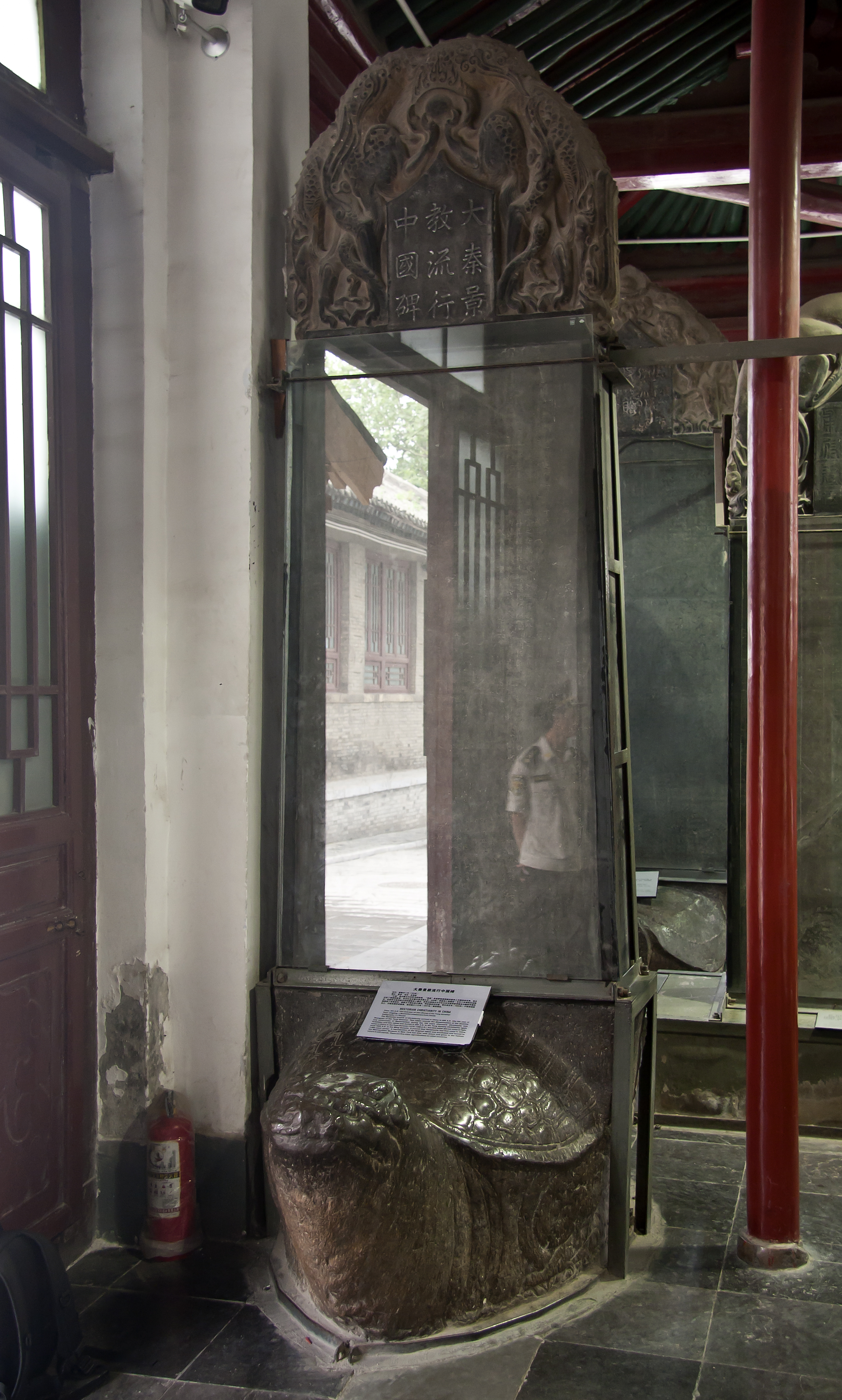
La stele originale

Sin dalla fine del XIX secolo alcuni studiosi europei iniziarono a esprimere il loro favore allo spostamento della stele dalla Cina all'Europa. Questo piano però rimase inattuato. Quando lo studioso e avventuriero danese Frits Holm visitò Xi'an nel 1907, con l'obiettivo di portare il monumento in Occidente, le autorità locali intervennero e spostarono la stele completa del piedistallo del XVII secolo, al fine di conservarla presso il museo della Foresta di Stele, dove continua a essere custodita. Dal 2003 la stele è inclusa in un'apposita lista di reperti culturali cinesi per cui è vietata l'esposizione all'estero.
Il disappunto di Holm fu parzialmente placato dal fatto che egli poté realizzare una copia esatta della stele. Mentre in precedenza era stato ipotizzato di portare la stele al British Museum di Londra, Holm si diresse a New York pianificando di vendere la propria replica al Metropolitan Museum of Art, dove, nonostante la perplessità del direttore del museo, rimase esposta per dieci anni circa. Nel 1917 fu acquistata da un ricco newyorkese e donata al papa. Si trova al Museo gregoriano profano di Roma. Una replica realizzata sulla base di quella di Holm è conservata all'Università di Georgetown.
Una copia della stele è stata installata vicino a Xi'an, in prossimità della Pagoda Daqin, un antico edificio che, secondo alcuni studiosi, potrebbe essere stato in passato una chiesa nestoriana. Un'altra copia del monumento si trova in Giappone, sul monte Kōya.
In Italia, una copia è custodita presso la Pontificia Università Gregoriana, a Roma.